# Acda en De Munnik (album)
Acda en De Munnik is het debuutalbum van het Nederlandse cabaret- en zangduo Acda en De Munnik uit 1997.

## Medewerkers
- Thomas Acda - Zang, gitaar, mondharmonica
- Paul de Munnik - Zang, piano, toetsen en arrangementen
- David Middelhoff - Basgitaar, gitaar, mandoline, shaker, koor en arrangementen
- Kasper van Kooten - Drums, percussie en koor
- Esther Apituley - Altviool
- Roeland Duyne - Cello
- Dave Rensmaag - Sologitaar
- Barend Middelhoff - Tenorsaxofoon
- Angelo Verhoeven - Trompet
- David Rothschild - Trombone
- Diederik van Vleuten - Arrangementen en muzikale leiding
- Sander Janssen - Opname, mixage en productie